# Алан (Дром)
Алан (фр. Allan) је насељено место у Француској у региону Рона-Алпи, у департману Дром.
По подацима из 2011. године у општини је живело 1606 становника, а густина насељености је износила 55,74 становника/km².

## Демографија
| 1962. | 1968. | 1975. | 1982. | 1990. | 2011. |
| ----- | ----- | ----- | ----- | ----- | ----- |
| 612   | 662   | 865   | 1.145 | 1.249 | 1.606 |